# 闪继迪
閃繼迪（？—1637年），字允修，號廣山，回回人，雲南永昌軍民府保山縣人，明朝政治人物、詩人。

## 生平
万历十三年（1585年）乙酉科云南乡试举人，授吏部司务。闪继迪天性笃孝，家法严正，不喜阿谀。携次子闪仲侗游历吴越，多游览唱和，晚年归乡。因长子闪仲俨赠翰林院检讨，赐御祭。闪继迪有诗集《羽岑园秋兴》、《吴越吟草》。现存诗六十余首。